# Miconia argentea
Miconia argentea är en tvåhjärtbladig växtart som först beskrevs av Olof Swartz, och fick sitt nu gällande namn av Dc.. Miconia argentea ingår i släktet Miconia och familjen Melastomataceae. Inga underarter finns listade i Catalogue of Life.